# International Botev Prize
L'International Botev Prize (en bulgare : Международна ботевска награда) est un des prix littéraires bulgares les plus renommés du pays.
Il a été créé en 1972 et tient son nom du héros national Khristo Botev. 

## Lauréats
Attribué tous les cinq ans, il n'a pas été remis entre 1986 et 1996.

### 1976
- Alekseï Sourkov (1976)
- Nicolás Guillén (1976)
- Pierre Seghers (1976)
- László Nagy (1976)

### 1981
- Rafael Alberti (1981)
- Ahmad al-Ahmad (1981)
- Miroslav Krleža (1981)
- Rassoul Gamzatov (1981)

### 1986
- Günter Wallraff (1986)
- Nil Gilevich (1986)
- Mario Benedetti (1986)
- Dmitro Pavlichko (1986)

### 1996
- Nadine Gordimer (1996)
- Valeri Petrov (1996)

### 2001
- Branko Cvetkovski (2001)
- Nikola Indzhov (2001)

### 2006
- Evgueni Evtouchenko (2006)

### 2008
- Alexandre Soljenitsyne (2008) - Prix hommage en raison de sa mort

## Galerie

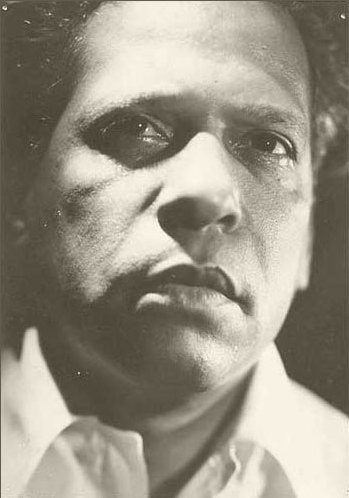
Nicolás Guillén
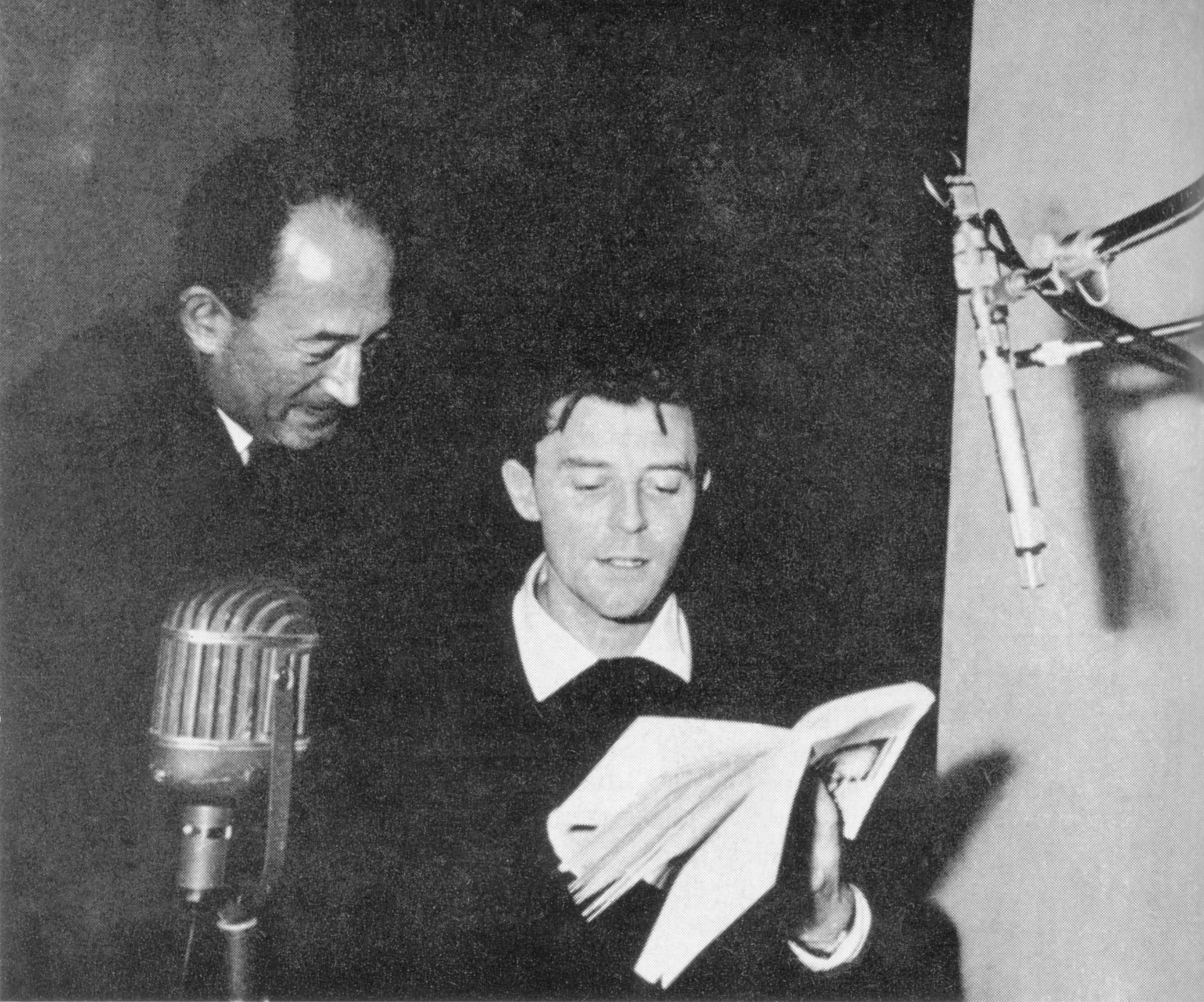
Pierre Seghers (Gerald Philipe társaságában)
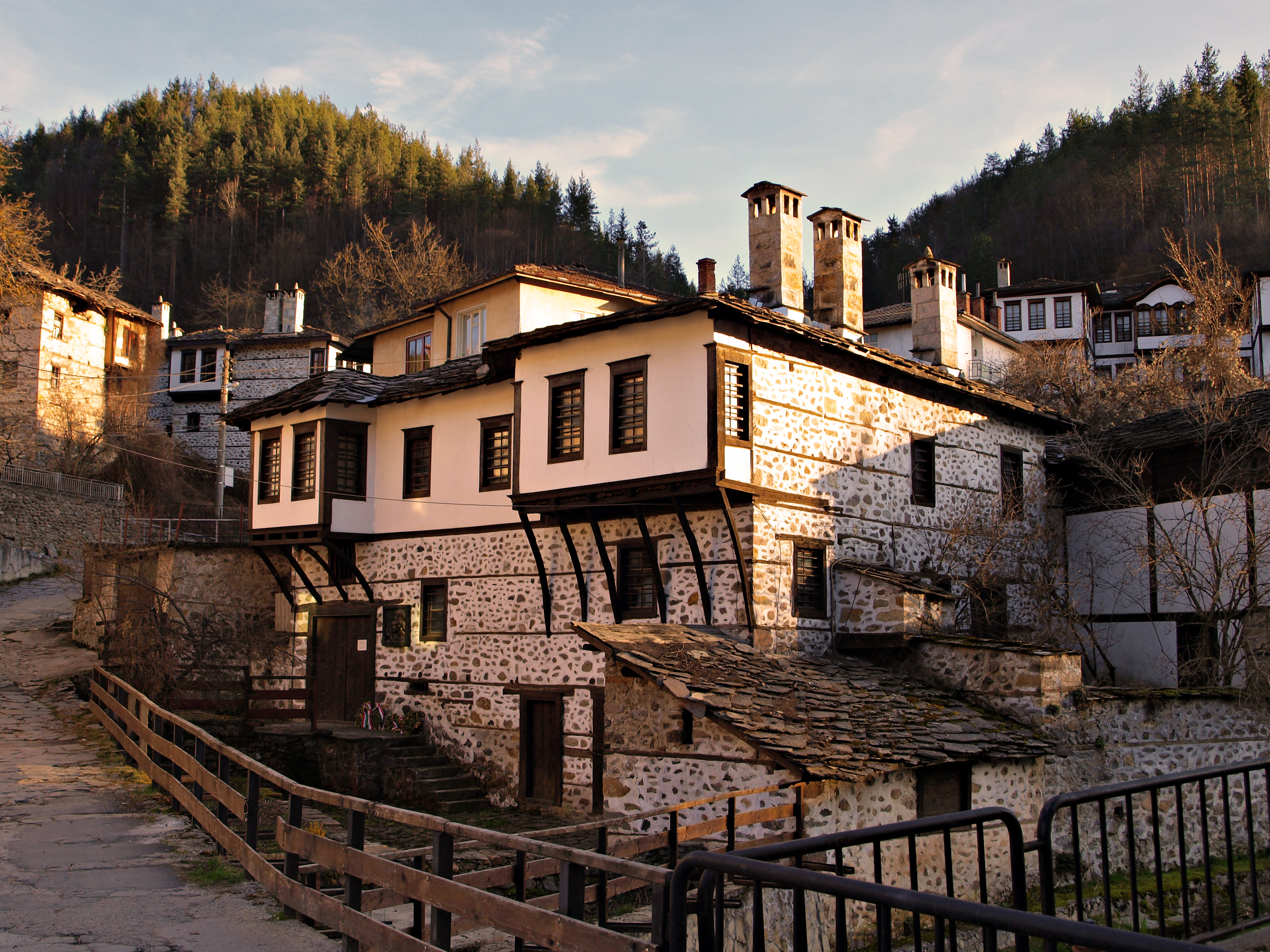
Nagy László
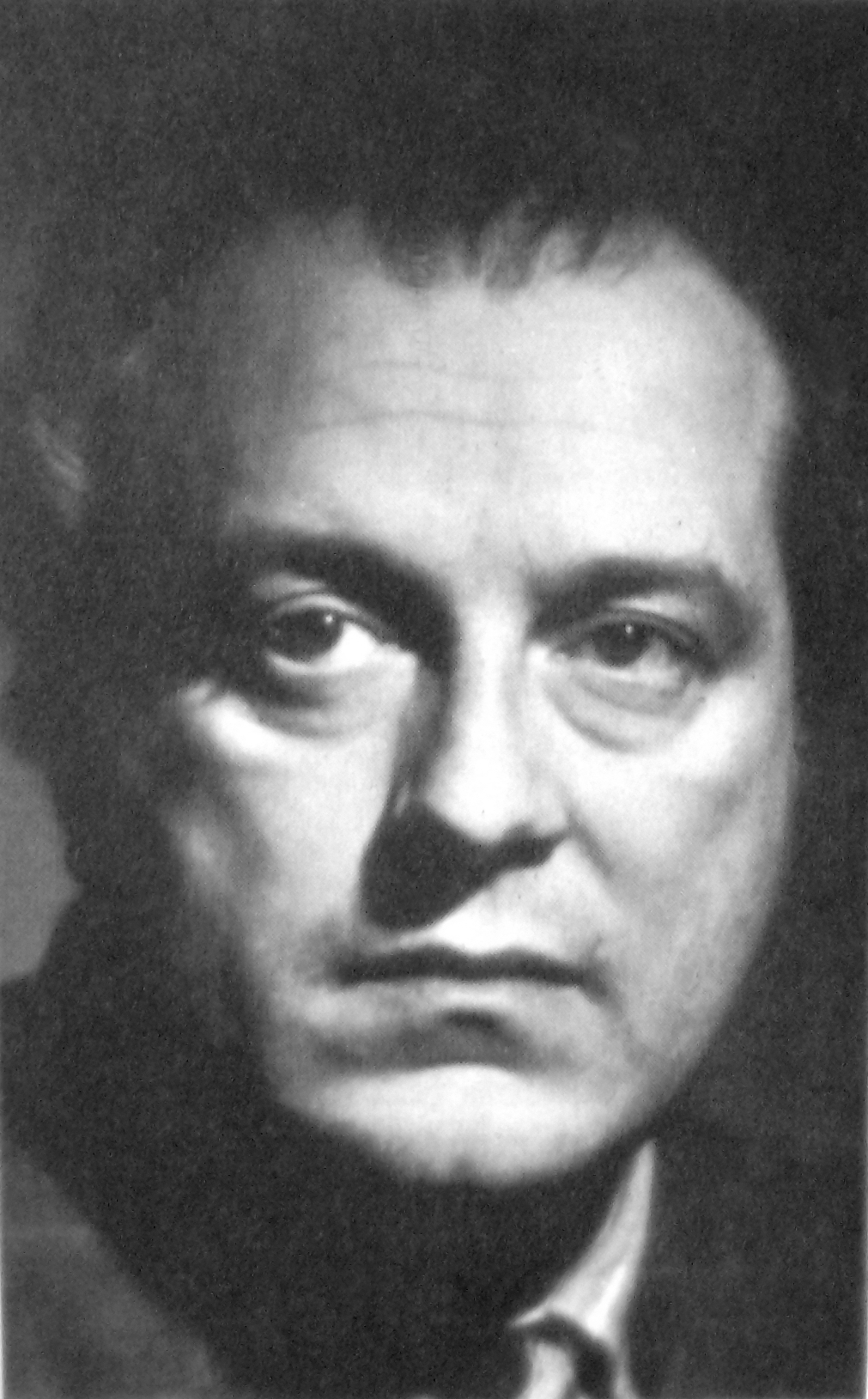
Rafael Alberti
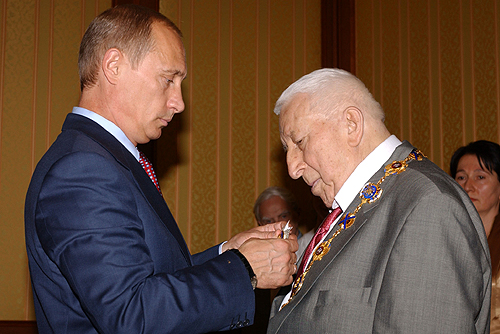
Rassoul Gamzatov
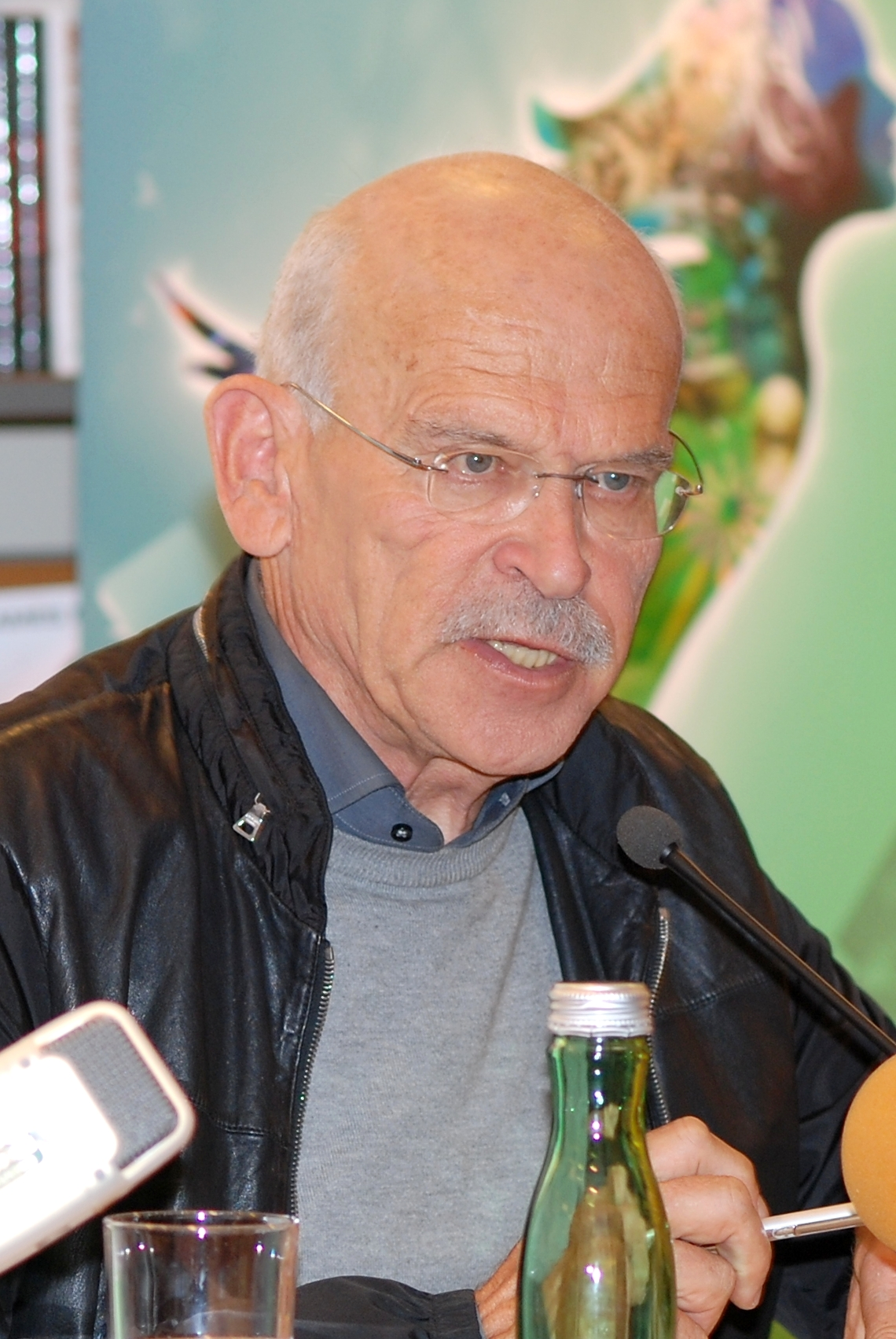
Günter Wallraff
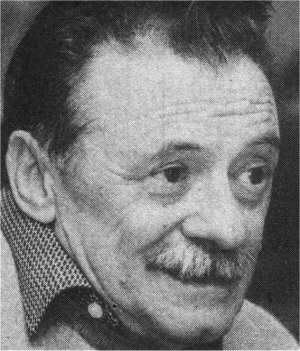
Mario Benedetti
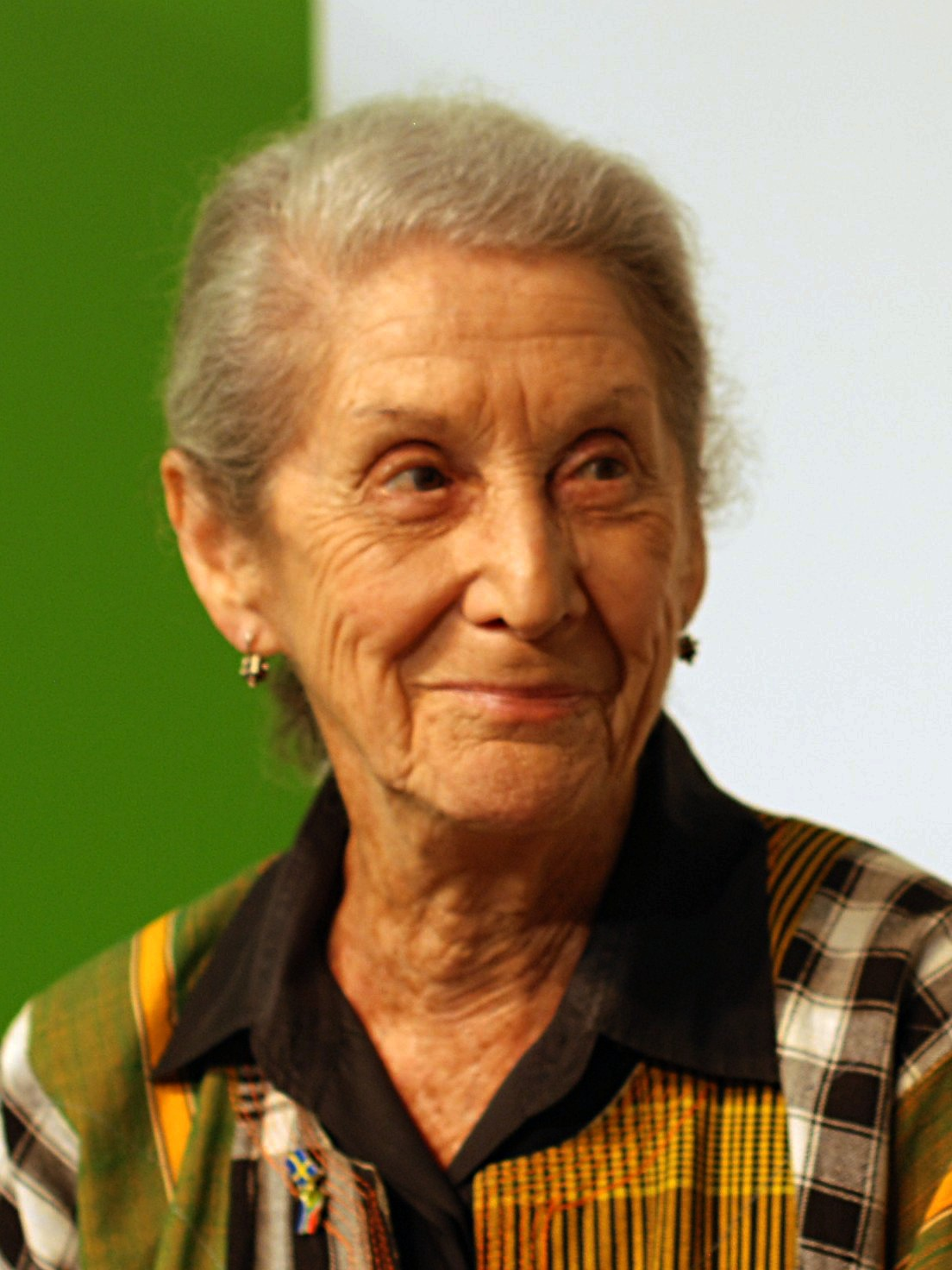
Nadine Gordimer
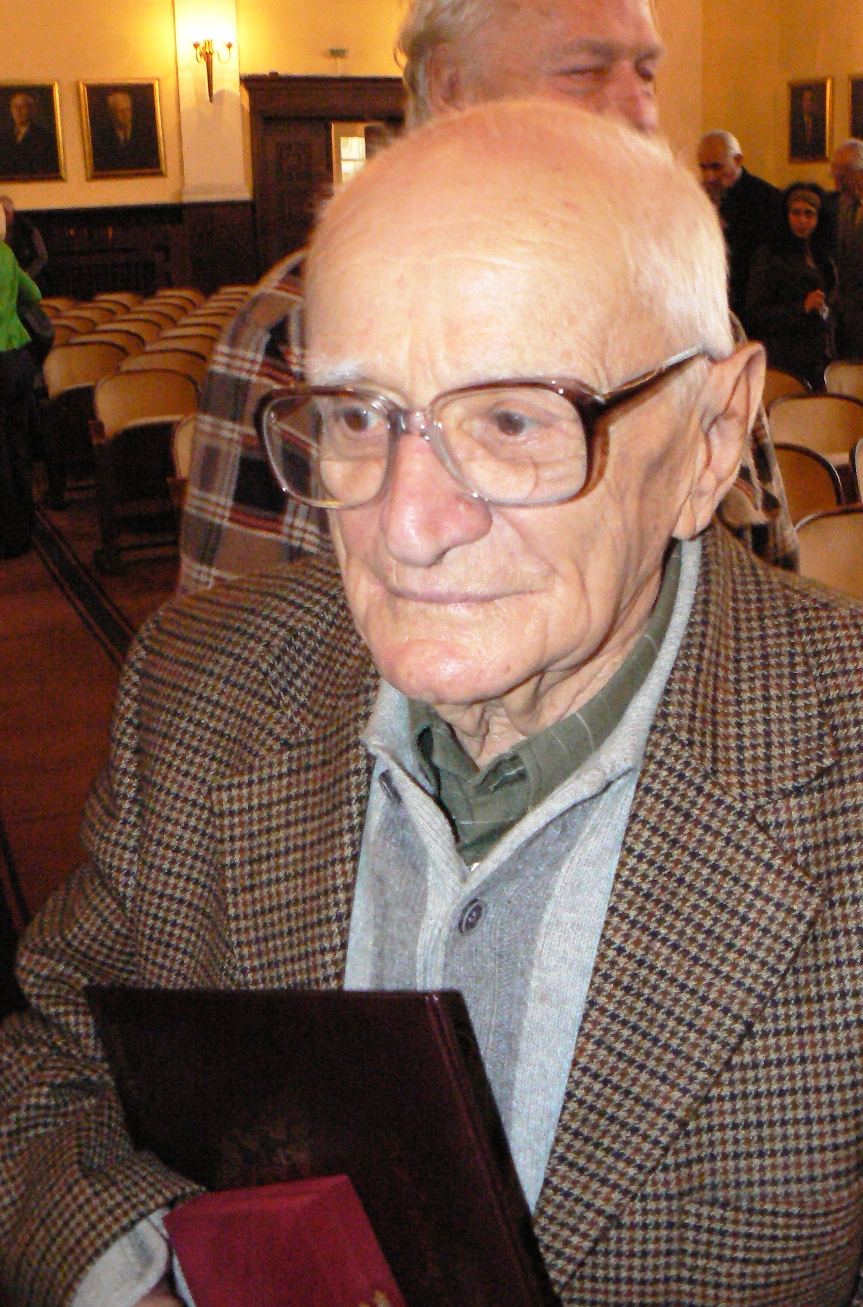
Valeri Petrov
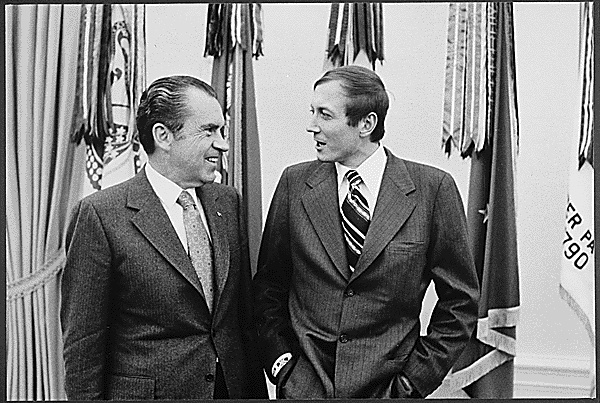
Evgueni Evtouchenko (Richard Nixon társaságában)
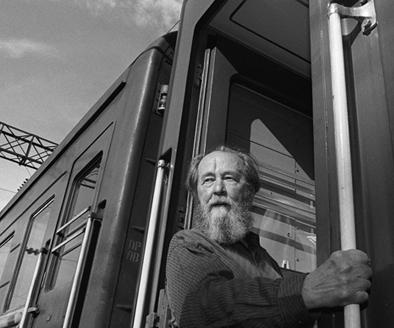
Alexandre Soljenitsyne